# 변광용
변광용(邊光龍, 1966년 4월 2일 ~ )은 대한민국의 정치인이다. 민선 7·8기 경상남도 거제시장이다.

## 학력
- 일운국민학교 졸업
- 지세포중학교 졸업
- 거제고등학교 졸업
- 서울대학교 사범대학 체육교육학 학사
- 연세대학교 행정대학원 행정학 석사

## 경력
- 거제고등학교 총학생회장
- 1992~1996: 김봉조 국회의원 비서
- 거제경실련 사무국장
- 거제시민신문 기자
- 월간거제 편집장
- 거제중학교·거제고등학교 총동문회 사무총장
- 2000: 제16대 국회의원 선거 민주국민당 김한표 국회의원 후보 선거대책본부 기획실장
- 2004: 제17대 국회의원 선거 열린우리당 선거대책위원회 전략홍보실장
- 열린우리당 경상남도당 상무위원
- 노무현 정부 대통령직속 국가균형발전위원회 자문위원
- 2014.11 ~ 2018.01: 새정치민주연합→더불어민주당 경상남도당 거제시 지역위원회 위원장
- 2017.04 ~ 2017.05: 제19대 대통령 선거 더불어민주당 문재인 대통령 후보 경남선거대책위원회 공동본부장
- 더불어민주당 중앙당 정책위원회 부의장
- 더불어민주당 중앙당 부대변인
- 더불어민주당 경상남도당 대변인
- 더불어민주당 경상남도당 조선해양대책특별위원회 위원장
- 더불어민주당 중앙당 해양수산특별위원회 부위원장
- 2018.07 ~ 2022.06: 제9대 경상남도 거제시장(민선 7기, 더불어민주당, 초선)
- 2022.09 ~ 2024.12: 더불어민주당 경상남도당 거제시 지역위원회 위원장
- 2025.04 ~: 제11대 경상남도 거제시장(민선 8기, 더불어민주당, 재선)

## 조선회사와 관계
- 2025년 4월 거제시장 재직하며 한화오션과 삼성중공업 등 조선소에 5년간 총 1,000억 원(연간 100억 원)의 지역 상생 기금 출연을 요구하였다.[1]

## 전과
- 공직선거및선거부정방지법위반: 징역 6월, 집행유예 1년 - 2000년 7월 28일 선고[2]

## 역대 선거 결과
|  | 12.78% |

|  | 11.25% |

|  | 43.47% |

|  | 52.47% |

|  | 45.50% |

|  | 46.67% |

|  | 56.75% |